# Mitrydates III (król Kommageny)
Mitrydates III Antioch Epifanes (gr.: Μιθριδάτης Ἀντίοχος ὀ Ἐπιφανής, Mithridátēs Antíochos ó Epifanḗs) (zm. 12 p.n.e.) – król Kommageny z ormiańskiej dynastii Orontydów od 20 p.n.e. do swej śmierci. Syn nieznanego z imienia księcia oraz następca Mitrydatesa II Antiocha Epifanesa Filoromajosa Filhellena Monokritesa, stryja i króla Kommageny.
Po r. 30 p.n.e., Mitrydates poślubił Jotapę I, księżniczkę medyjską oraz córkę Artawazdesa I, króla Medii Atropateny. W r. 20 p.n.e., kiedy zmarł jego stryj Mitrydates II Antioch Epifanes Filoromajos Filhellen Monokrites, on wstąpił po nim tron Kommageny. Bardzo mało jest wiadomości na temat jego życia oraz panowania, jako króla. Kiedy zmarł w r. 12 p.n.e., jedyny syn i następca Antioch III Filokajsar wstąpił na tron Kommageny. Antioch III panował ze swoją siostrą, z którą był żonaty.
Małżonka Jotapa I urodziła Mitrydatesowi III troje dzieci (syna i dwie córki):
- Antioch III Filokajsar (zm. 17 n.e.), przyszły król Kommageny
- Jotapa II, późniejsza żona brata Antiocha III Filokajsara, króla Kommageny
- Jotapa, późniejsza żona Sampsigeramosa II, króla Emesy